# Allan Alcorn
Allan Alcorn, född 1 januari 1948 i San Francisco, är en amerikansk datoringenjör och datavetare  som är mest känd för att ha skapat TV-spelet Pong,  ett av de allra första videospelen. 
Alcorn växte upp i San Francisco och gick på University of California, Berkeley, och tog en kandidatexamen i elektroteknik och datavetenskap 1971.
Han arbetade för det banbrytande videoföretaget Ampex, där han träffade Nolan Bushnell och Ted Dabney och flera andra personer som i slutändan skulle bilda företaget Atari.
Alcorn var designern av arkadspelet Pong, han utvecklade det under ledning av Bushnell och Dabney. Pong lanserades av Atari 1972 och blev direkt en stor succé.
Förutom att vara direkt involverad i alla Atari-produkter, som Atari 2600, var Alcorn med vid några av de historiska mötena mellan Steve Wozniak och Steve Jobs när de presenterade sin Apple I-prototyp. 

## Galleri

Pong som det ser ut spelat på en vanlig TV.
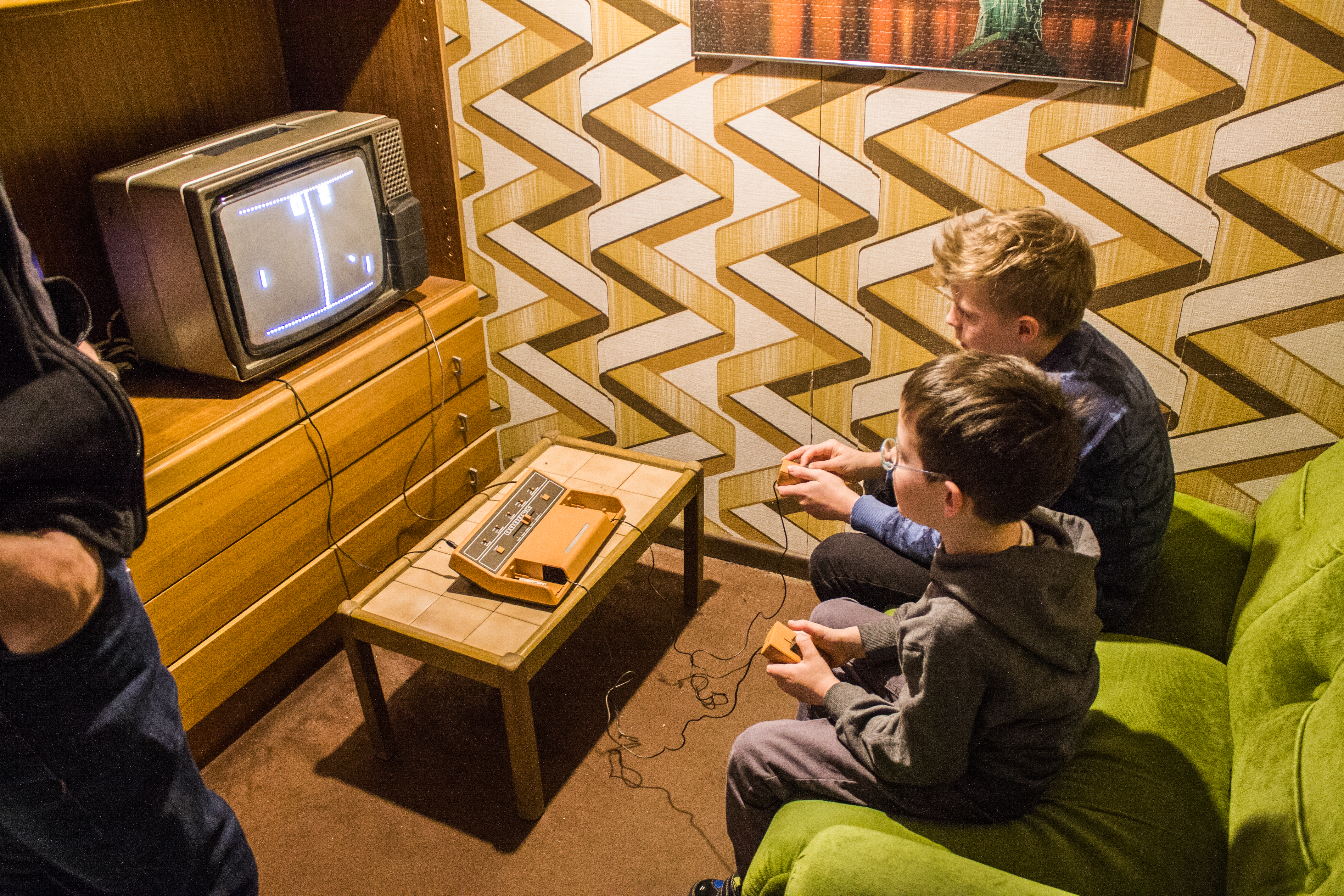
Två pojkar spelar Pong.
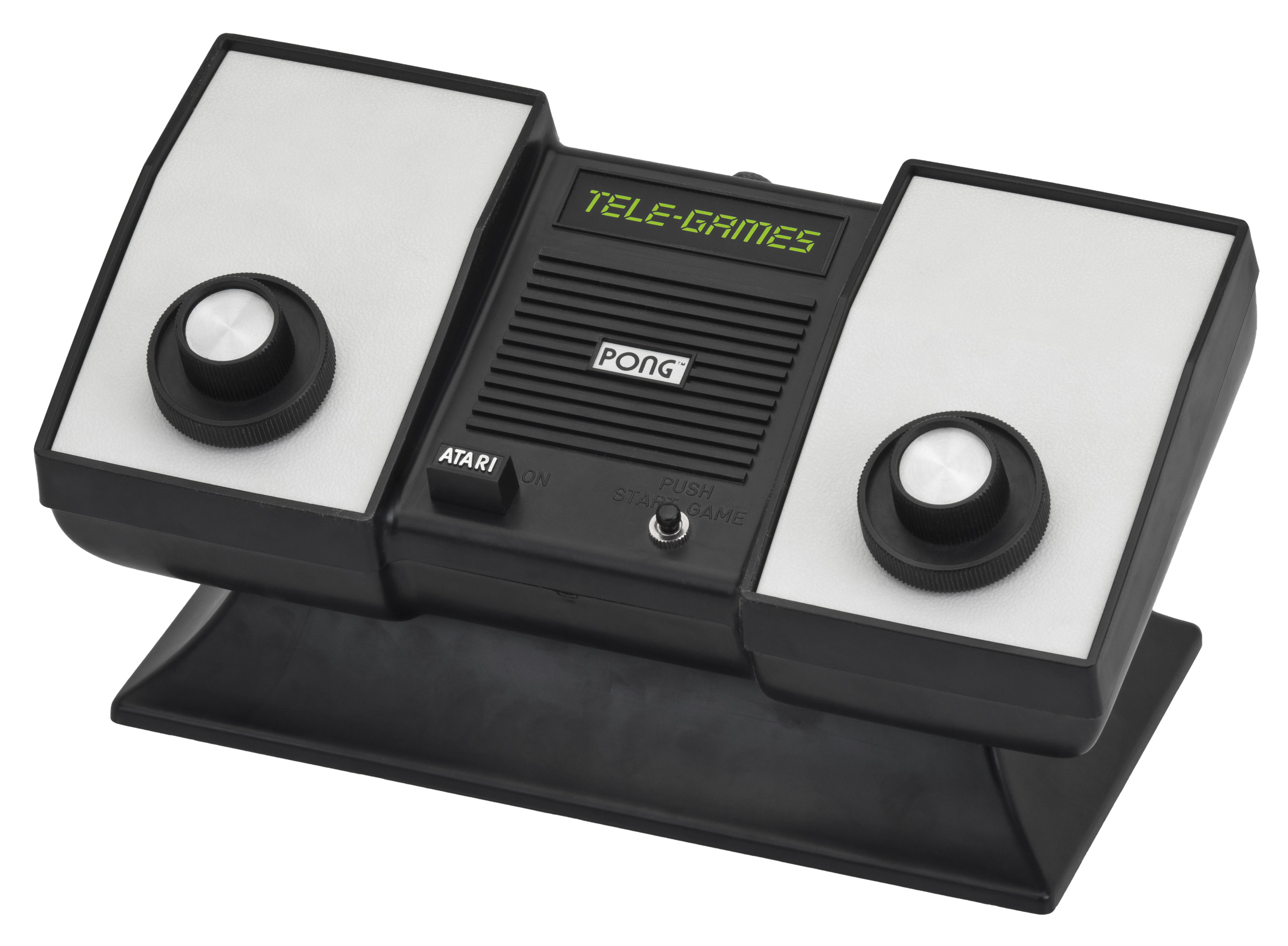
Spelkonsolen till Pong.